# Tábuas Afonsinas

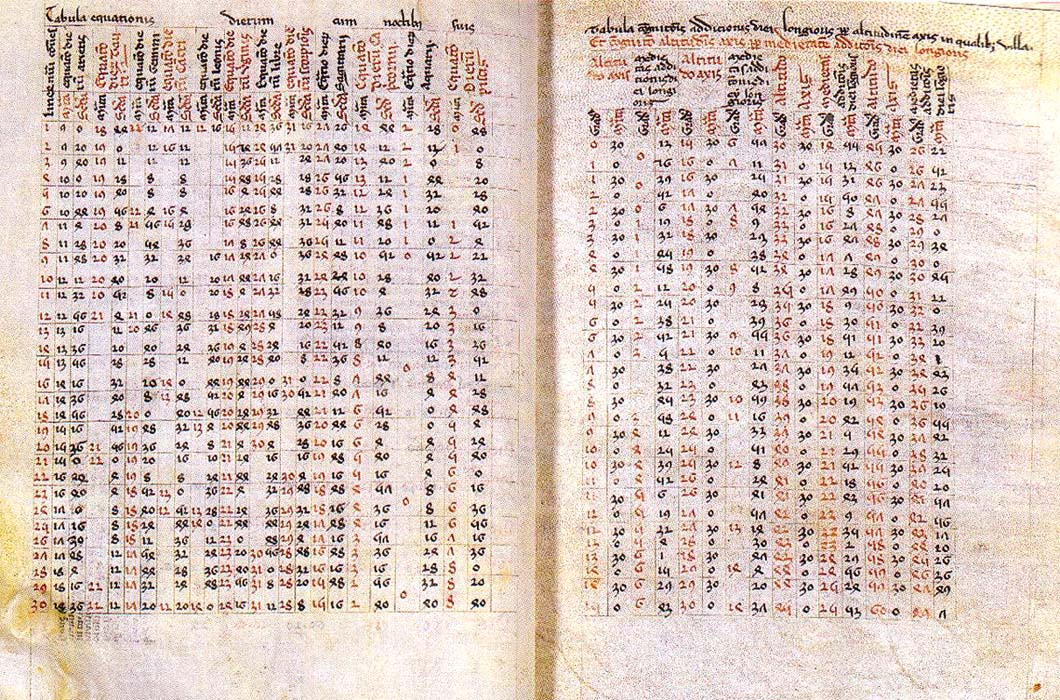
Tábuas Afonsinas.

As Tábuas afonsinas são tábuas astronómicas elaboradas por iniciativa de Afonso X, o Sábio, no século XIII.
As tábuas contêm as posições exatas dos corpos celestes em Toledo desde  1º de janeiro de 1252, ano da coroação do rei Afonso, e consignam o movimento dos respectivos corpos celestes sobre a eclíptica.
O objetivo destas tábuas era proporcionar um esquema de uso prático para calcular a posição do Sol, da Lua e dos planetas de acordo com o sistema de Ptolomeu. A teoria de referência previa movimentos segundo epiciclos e os seus deferentes cujos parâmetros para cada corpo celeste eram as dimensões relativas dos epiciclos, o período de revolução sobre um epiciclo, o do epiciclo sobre o deferente e assim sucessivamente. Durante muito tempo foram a base de todas as efemérides publicadas na Espanha.
As observações originais foram feitas pelo astrónomo árabe cordovês do século XI Azarquel, e a revisão foi baseada nas observações levadas a cabo em Toledo pelos cientistas judeus afonsinos Jehuda ben Moshe e Isaac ben Sid entre 1262 e 1272.
A influência das tábuas abrangeu toda Europa através de uma revisão francesa dos começos do século XIV, cuja utilização chegou mesmo até o Renascimento. Das tábuas afonsinas ficaram várias edições, se bem que a mais apreciada seja a que Paschasius Hamelius, professor do Colégio Real em Paris, publicou em 1545 e 1553.